# Velbastaður

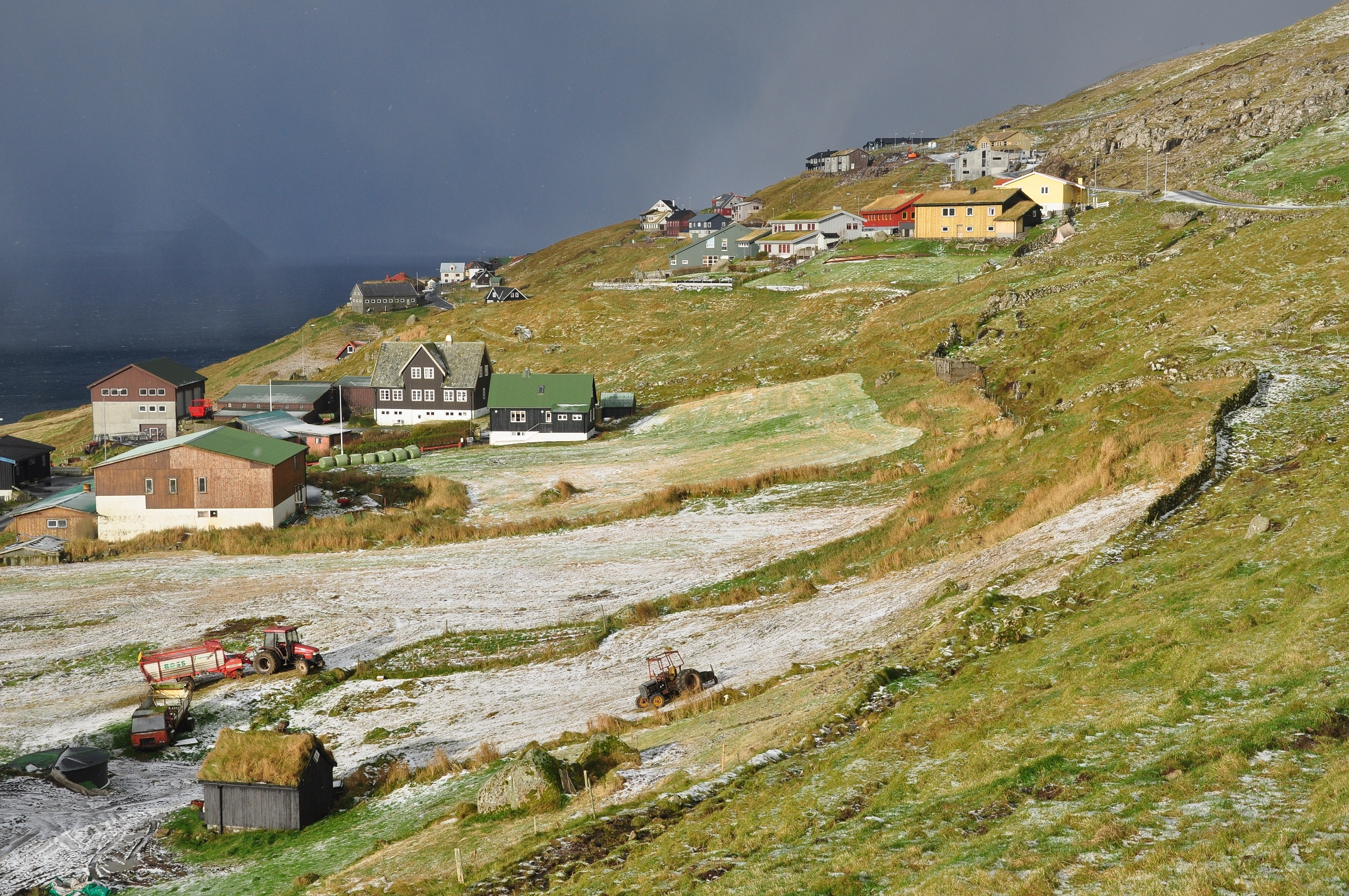
Velbastaður

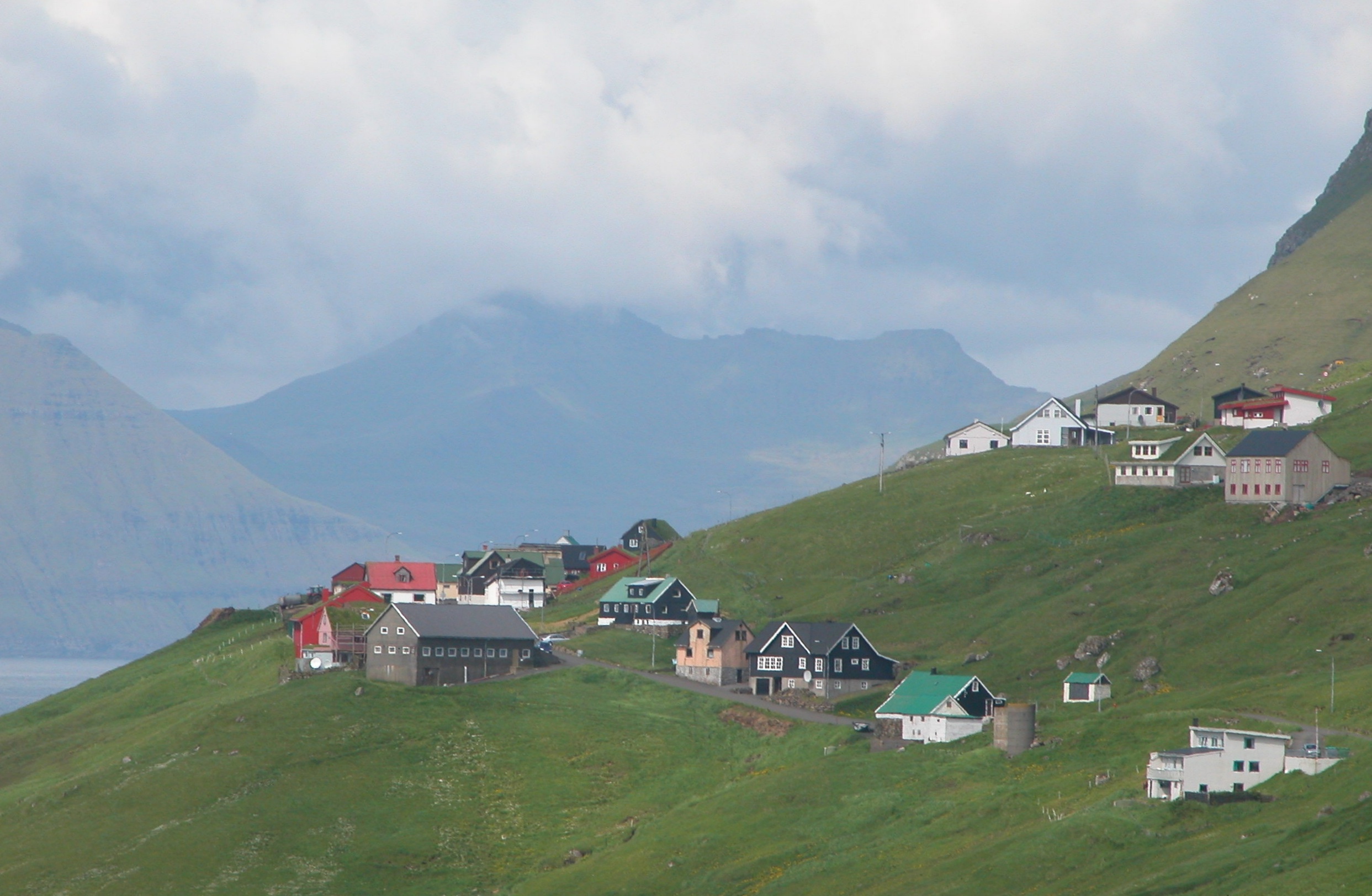
Velbastaður

Velbastaður este un sătuc din Insulele Faroe. În 2002 avea 146 locuitori.